# Whiteland (Indiana)
Whiteland es un pueblo ubicado en el condado de Johnson en el estado estadounidense de Indiana. En el Censo de 2010 tenía una población de 4169 habitantes y una densidad poblacional de 500,05 personas por km².

## Geografía
Whiteland se encuentra ubicado en las coordenadas 39°33′2″N 86°4′57″O / 39.55056, -86.08250. Según la Oficina del Censo de los Estados Unidos, Whiteland tiene una superficie total de 8.34 km², de la cual 8.34 km² corresponden a tierra firme y (0%) 0 km² es agua.

## Demografía
Según el censo de 2010, había 4169 personas residiendo en Whiteland. La densidad de población era de 500,05 hab./km². De los 4169 habitantes, Whiteland estaba compuesto por el 96.95% blancos, el 0.38% eran afroamericanos, el 0.22% eran amerindios, el 0.67% eran asiáticos, el 0.1% eran isleños del Pacífico, el 0.55% eran de otras razas y el 1.13% pertenecían a dos o más razas. Del total de la población el 1.82% eran hispanos o latinos de cualquier raza.